# North Atlantic Tracks

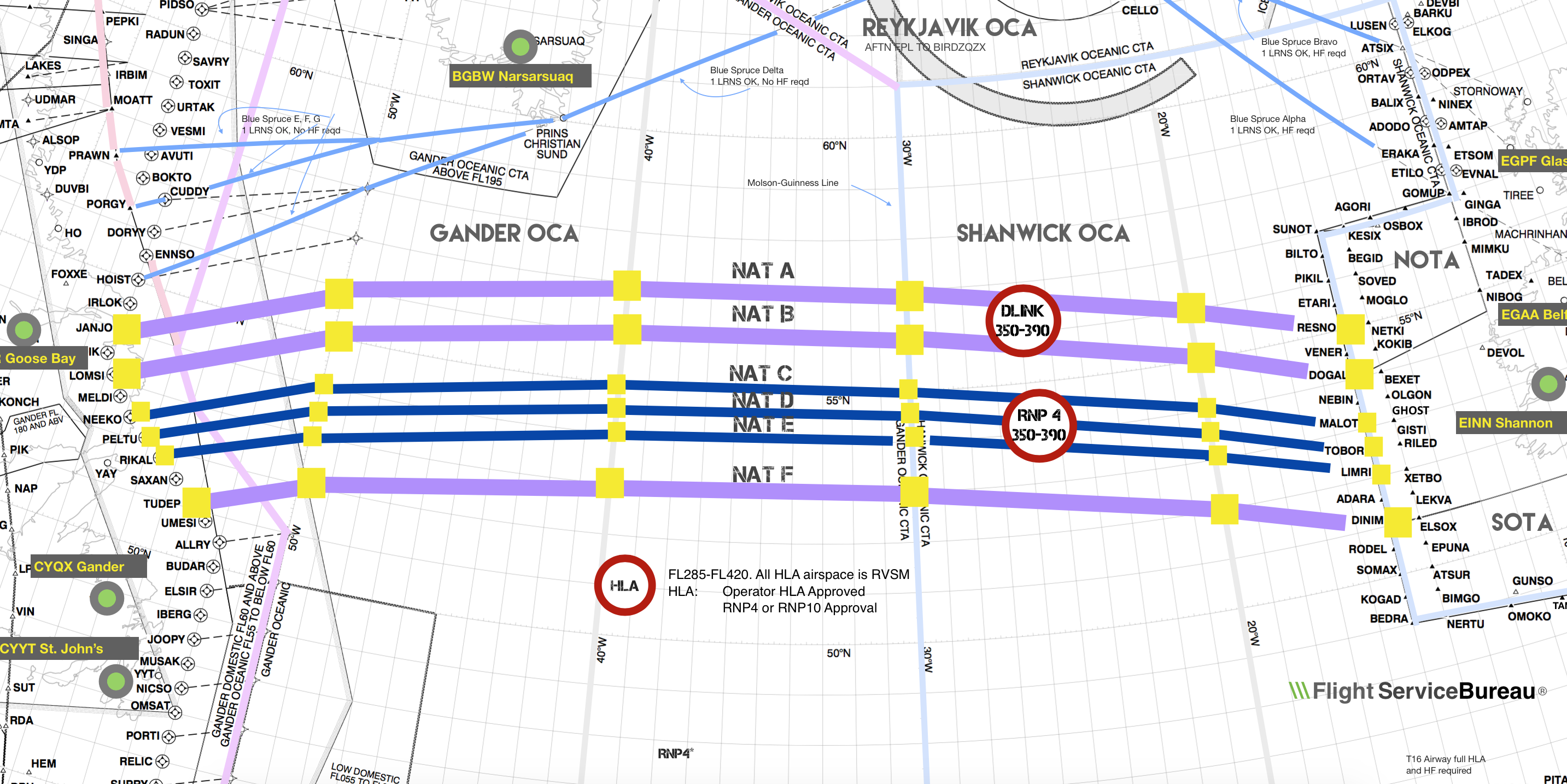

Les North Atlantic Tracks (NAT) ou routes Atlantique nord en français, sont des voies aériennes empruntées par les vols commerciaux qui traversent l'Atlantique nord. Elles assurent une séparation entre les avions, au-dessus de l'océan, là où il n'y a pas de couverture radar.
Dans chaque sens (vers l'est ou vers l'ouest), il y a 5 ou 6 voies parallèles entre elles. Elles sont notées A,B,C,D,E,F,G vers l'ouest et U,V,W,X,Y,Z vers l'est. Elles sont modifiées chaque jour en fonction des conditions météorologiques (vents et notamment Jetstreams, nébulosité etc.) afin de réduire le temps de parcours et la consommation de carburant.
Chaque NAT possède son point d'entrée ainsi que son point de sortie. Il est nécessaire de demander une autorisation au Centre de contrôle océanique de Shanwick 30 minutes avant l'arrivée sur le point d'entrée de la NAT pour une traversée vers l'ouest. Durant la traversée de l'Atlantique, les pilotes doivent faire des rapports de leur position au centre de contrôle océanique de Shanwick (basé en Irlande) qui gère la partie est de l'océan et au centre de contrôle de Gander (basé au Canada) pour la partie ouest. Ces reports de positions sont complémentaires à l'indication de positionnement par satellites reçus par les contrôleurs aériens. 
De plus, les appareils peuvent réaliser sur ces NATs des montées par paliers, c'est-à-dire qu'ils ne volent pas à une altitude constante tout le long de la traversée, mais changent de niveau de vol en fonction des conditions météorologiques, du poids de l'appareil, etc. dans le but de faire des économies de carburant. 